# Ancistrocercus costaricensis
Ancistrocercus costaricensis är en insektsart som beskrevs av Max Beier 1954. Ancistrocercus costaricensis ingår i släktet Ancistrocercus och familjen vårtbitare. Inga underarter finns listade i Catalogue of Life.